# جوزيف هنتر بريان
جوزيف هنتر بريان (بالإنجليزية: Joseph Hunter Bryan)‏ هو سياسي أمريكي، ولد في 9 أبريل 1782 في مقاطعة مارتن في الولايات المتحدة، وتوفي في 28 ديسمبر 1839. انتخب عضو مجلس نواب كارولينا الشمالية وانتخب عضو مجلس النواب الأمريكي.